# Абугауш, Ахмад
Ахмад Абугауш (араб. أحمد أبو غوش‎; род. 1 февраля 1996; Амман, Иордания) — иорданский тхэквондист палестинского происхождения, олимпийский чемпион 2016 года в категории до 68 кг, Первый в истории Иордании призёр Олимпийских игр, бронзовый призёр чемпионата мира 2017 года, чемпион мира и Азии среди юниоров.

## Биография
Уже в 15-летнем возрасте Абугауш выступил на взрослом чемпионате мира, где смог пробиться во второй раунд соревнований. В 2012 году иорданский тхэквондист стал чемпионом мира и Азии среди юниоров. В 2013 году Абугауш получил серьёзное повреждение крестообразных связок колена, в результате чего был вынужден пропустить целый год. На чемпионате мира 2015 года в Челябинске Ахмад пробился во второй раунд, но там со счётом 3:9 уступил россиянину Алексею Денисенко. В апреле 2016 года Абугауш стад победителем азиатского квалификационного турнира и завоевал лицензию на Олимпийские игры в Рио-де-Жанейро.
Перед началом Олимпийских игр иорданский тхэквондист занимал лишь 40-е место в мировом рейтинге, в результате чего на соревнованиях в Рио-де-Жанейро он оказался посеянным только под 10-м номером. В первом раунде соревнований в весовой категории до 68 кг Ахмад уверенно победил египтянина Гофрана Заки 9:1. В двух последующих поединках Абугауш последовательно победил двух финалистов Игр 2012 года в категории до 58 кг южнокорейца Ли Дэ Хуна (11:8) и испанца Хоэля Гонсалеса (12:7), тем самым пробившись в финал соревнований. В решающем матче соперником иорданца стал Алексей Денисенко. Поединок прошёл в очень упорной борьбе и после двух раундов результат был 1:0 в пользу Ахмада. Третий раунд получился более активным и по его итогам матч закончился со счётом 10:6 в пользу Абугауша, который стал олимпийским чемпионом. Эта медаль стала первой олимпийской наградой в истории Иордании.
На церемонии закрытия Игр Ахмаду было доверено право нести флаг Иордании.

## Награды
- Спортсмен года в Иордании по версии Олимпийского комитета Иордании: 2012